# Dernancourt, Nam Úc
Dernancourt là tên một vùng một ngoại ô của Thành phố Tea Tree Gully ở miền tây bắc thành phố Adelaide, thủ đô tiểu bang Nam Úc, nước Úc. Mã bưu điện của ngoại ô là 5075. Khu vực này cách trung tâm thành phố Adelaide 10 km.